# Peaches N Cream
"Peaches N Cream" (em português "Pessegos & Creme") é uma canção do rapper estadunidense Snoop Dogg, com a participação do cantor de R&B Charlie Wilson, e vocais não creditados de Pharrell Williams. Foi lançada em 10 de março de 2015 como primeiro single de seu decimo terceiro álbum de estúdio Bush, com o selo das editoras discográficas I Am Other e Columbia Records. A canção foi inteiramente produzida por Pharrell, que também participou da composição da faixa, juntamente com os interpretes e Cornell Haynes, Jr., Garry Shider, George Clinton, Robert Ginyard, Jr., Walter Morrison.

## Antecedentes
A canção foi anunciada simultaneamente com o álbum em 7 de janeiro de 2015, em uma aparição do rapper durante a convenção Consumer Electronics Show que ocorreu em Las Vegas. entre 27 de fevereiro á 9 de março foram divulgados três teaser de aproximadamente quinze segundos, nos quais apareciam cenas de Snoop, Pharrell e Charlie  em um estúdio de gravação, durante o processo de produção do single. A Capa do single foi divulgada em 9 de março de 2015.

## Faixas e formatos
| Peaches N Cream — Download digital |                                        | |                   |         |  |
| N.º                                | Título                                 | Compositor(es) | Produtor(s)       | Duração |  |
| 1.                                 | "Peaches N Cream" (com Charlie Wilson) | Calvin Broadus Pharrell Williams Charles Kent Cornell Haynes, Jr. Garry Shider George Clinton Robert Ginyard, Jr. Walter Morrison | Pharrell Williams | 4:44    |  |

## Música e vídeo

### Lançamento
Em 9 de março de 2015 foi lançado o vídeo lirico do single na conta do rapper na plataforma VEVO. O vídeo oficial da faixa foi lançado na mesma plataforma em 18 de março de 2015. cinco dias apos seu lançamento o video já ultrapassava a marca de um milhão de visualizações.

### Sinopse
O videoclipe foi dirigido por Aramis Israel e Hannah Lux Davis que tambem o co-dirigiu. O vídeo tem exatos quatro minutos e vinte segundos, uma possível referencia a cannabis, a qual o artista sempre se posicionou favoravelmente. O vídeo tem estilo futurístico e setentista, no qual se inicia com Snoop sentado em pêssego gigante, com duas moças sentadas ao seu lado, que no decorrer do clipe vão se multiplicando. Durante a odisseia no planeta "Peaches" o artista aparece com diversas roupas de diversos estilos, tendo a ainda as aparições de Charlie Wilson e Pharrell Williams em algumas cenas.

## Lançamento e promoção
Durante todo o mês de fevereiro e inicio de março de 2015 Snoop, Pharrell e Charlie divulgaram diversos vídeos teasers da gravação do single em suas redes sociais. Sendo anunciado em 9 de março que o lançamento do single seria no dia seguinte, sendo assim liberado juntamente com a pré-ordem das faixas do álbum.

## Performances ao vivo
A canção foi performada para o público pela primeira vez em Los Angeles, no dia 5 fevereiro de 2015, durante uma festa pré-Grammy, aonde estavam presentes alem de Snoop e Pharrell artistas como Kendrick Lamar, Miguel, Warren G, Too $hort e Chaka Khan.
Snoop apresentou a faixa durante o último capitulo da primeira temporada da serie de televisão estadunidense Empire, na qual ele fez uma participação especial.
Snoop e Wilson performaram a canção no IHeartRadio Music Awards, em 29 de março de 2015

## Performance comercial
O single foi um sucesso nas redes sociais, fazendo ele estrear já na semana de estreia na primeira posição da Twitter Top Tracks, da revista Billboard. Poucos dias apos seu lançamento Peaches N Cream estreou na quarta posição na Billboard Bubbling Under R&B/Hip-Hop Singles e 49º posição na Billboard R&B/Hip-Hop Airplay O single estreou na trigésima posição na Adult R&B Songs.

## Créditos
Créditos adaptados do portal Discogs.
| - Snoop Dogg - Artista principal, Compositor - Charlie Wilson - Artista convidado - Rhea Dummett - Vocal de apoio - Cornell Haynes, Jr. - Compositor - Garry Shider - Compositor - George Clinton - Compositor - Pharrell Williams - Compositor, Produtor executivo - Robert Ginyard, Jr. - Compositor - Walter Morrison - Compositor - Brent Paschke - Guitarra elétrica | - Chad Jolley - Engenheiro - Dustin Breeden - Engenheiro - Eric Weaver - Engenheiro - Jacob Dennis - Engenheiro - Jason Patterson - Engenheiro - Paul Bailey - Engenheiro - Todd Hurtt - Engenheiro - Mick Guzauski - Mixagem - Eric Eylands - Assistente de mixagem - Andrew Coleman - Gravação e edição - Mike Larson - Gravação e edição |

## Desempenho nas paradas
| Paradas (2015)                                  | Melhor posição |
| ----------------------------------------------- | -------------- |
| Austrália (ARIA)                                | 93             |
| Austrália (ARIA Urban)                          | 16             |
| Bélgica (Ultratop 50 de Flandres)               | 14             |
| Bélgica (Ultratop Flanders Urban)               | 18             |
| Bélgica (Ultratop 50 da Valônia)                | 3              |
| Bélgica (Ultratop 40 Valônia Airplay)           | 41             |
| Escócia (Scottish Singles Chart)                | 34             |
| Estados Unidos (Bubbling Under Hot 100 Singles) | 16             |
| Estados Unidos (Billboard Adult R&B Songs)      | 30             |
| Estados Unidos (Billboard R&B/Hip-Hop Songs)    | 41             |
| Estados Unidos (Billboard R&B/Hip-Hop Airplay)  | 49             |
| Estados Unidos (Billboard Rap Airplay)          | 19             |
| Estados Unidos (Billboard Rhythmic)             | 19             |
| Estados Unidos (Billboard Twitter Top Tracks)   | 1              |
| França (SNEP)                                   | 73             |
| Itália (Digital Songs)                          | 81             |
| Japão (Japan Hot 100)                           | 28             |
| México (Billboard Mexico Ingles Airplay)        | 43             |
| Países Baixos (Dutch Single Tip)                | 13             |
| Reino Unido (UK Singles Chart)                  | 58             |
| Reino Unido (UK Singles Sales)                  | 31             |
| Reino Unido (Singles Downloads Chart)           | 31             |
| Reino Unido (OCC UK R&B)                        | 12             |